# Trsťany
Trsťany és un poble i municipi d'Eslovàquia. Es troba a la regió de Košice, a l'est del país.

## Història
La primera referència escrita de la vila data del 1288.

## Demografia
| Godina             | 1994 | 2004   | 2014    | 2024    |
| ------------------ | ---- | ------ | ------- | ------- |
| Nombre de persones | 234  | 245    | 291     | 350     |
| Diferència         |      | +4,70% | +18,77% | +20,27% |

| Godina             | 2023 | 2024   |
| ------------------ | ---- | ------ |
| Nombre de persones | 330  | 350    |
| Diferència         |      | +6,06% |